# Pycnogonum magnirostrum
Pycnogonum magnirostrum är en havsspindelart som beskrevs av Möbius, K. 1901. Pycnogonum magnirostrum ingår i släktet Pycnogonum och familjen Pycnogonidae.
Artens utbredningsområde är Södra Ishavet. Inga underarter finns listade i Catalogue of Life.